# Vinslövsmästaren

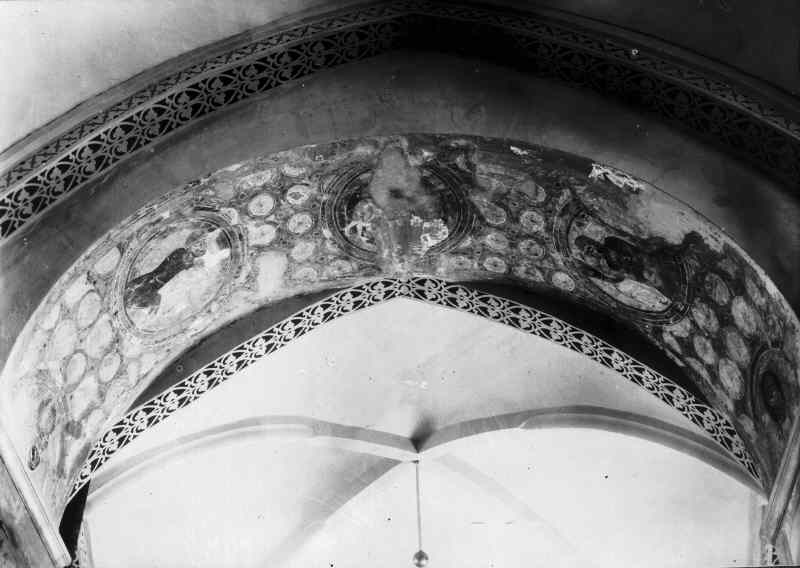
Triumfbågen i Vinslövs kyrka.

Vinslövsmästaren är ett anonymnamn på en romansk målarmästare som utfört dekorationsmålningar i Vinslövs kyrka. Dessutom finns det fragment kvar i Östra Sallerups kyrka efter målningar han också utfört, och han anses även ha utfört målningar i Södra Åsums gamla kyrka när den byggdes.

## Vinslövs kyrka
Målningarna utfördes troligen i slutet av 1100-talet och dess höga kvalitet tyder på att han var av utländsk härkomst. Av den ursprungliga romanska kyrkan återstår dag endast kor och absid efter att kyrkan byggdes om på 1400-talet. Av den ursprungliga målningen är förutom några fragment endast absiddekorationen samt en bård på triumfbågens undersida bevarade. Absiddekorationen är utförd i två plan överst framställs Rex Gloriae omgiven av de fyra evangelisterna i en ram av vinkelbård med lejonhuvuden i hörnen. Den undre delen framställer i två horisontala kompositioner, den vänstra visar Kristi gravläggning medan den högra endast är fragmentariskt bevarad. Hela undre kompositionen avslutas med ett geometriskt draperimönster utfört i brunt, vitt, ockra mot en blå bakgrund. Målningen på triumfbågen består av en bård kantad av linjer i rödbrunt, grönt och vitt, med tre hela och två halva medaljonger mot en rödbrun bakgrund med symmetriskt ordnade vita prickar. I de hela medaljongerna framställs mot en blå bakgrund i mitten Agnus Dei i vitt, på sidorna Kain och Abel i korta mörka bruna rockar frambärande sitt offer. De halva medaljongbilderna framställer bröstbilder av figurer som troligen föreställer kristliga dygder. Dekorationerna är ett bra exempel på romansk konst och är utfört i högsta internationella klass.

## Kyrkor smyckade av Vinslövsmästaren
- Vinslövs kyrka
- Östra Sallerups kyrka
- Södra Åsums gamla kyrka